# فرودگاه کولاپور
فرودگاه کولاپور (به انگلیسی: Kolhapur Airport) (به زبان بومی: कोल्हापूर विमानतळ) یک فرودگاه همگانی با کد یاتا KLH است که یک باند فرود آسفالت دارد و طول باند آن ۱۳۷۰ متر است. این فرودگاه در شهر کولاپور کشور هند قرار دارد و در ارتفاع ۶۰۸ متری از سطح دریا واقع شده است.